# Cadena de bicicleta

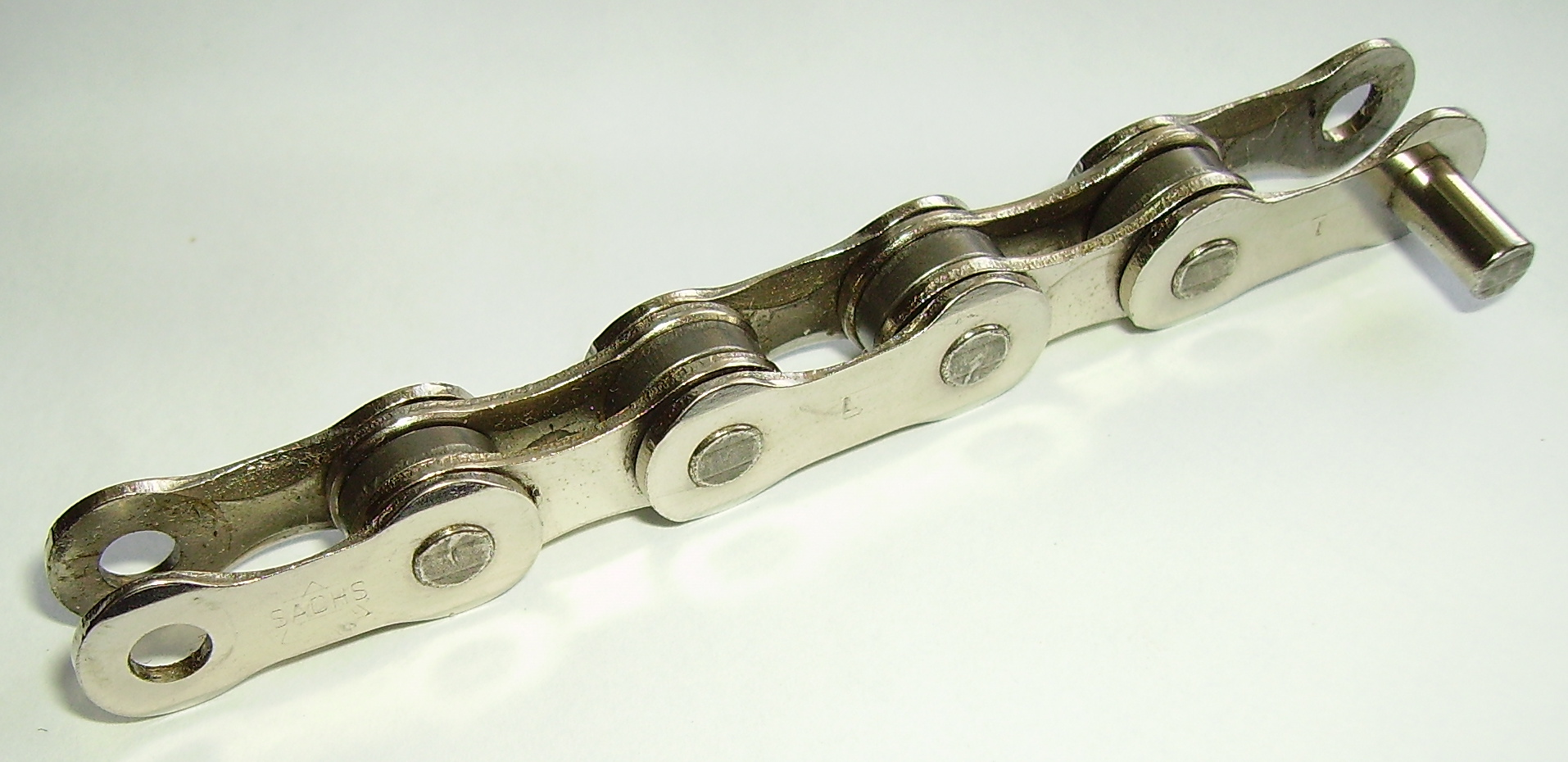
Eslabones de la cadena de una bicicleta de competición

Una cadena de bicicleta es una parte del dispositivo mecánico utilizado en este tipo de vehículos para transmitir la potencia de tracción entre los pedales y la rueda trasera. Está compuesta de una serie de eslabones en forma de rodillos articulados, fabricados a medida del paso de las ruedas dentadas con las que engranan. La mayoría de cadenas de bicicleta están hechas de acero al carbono o aleado, aunque existen modelos niquelados que se fabrican para impedir su oxidación o sencillamente por motivos estéticos.

## Historia

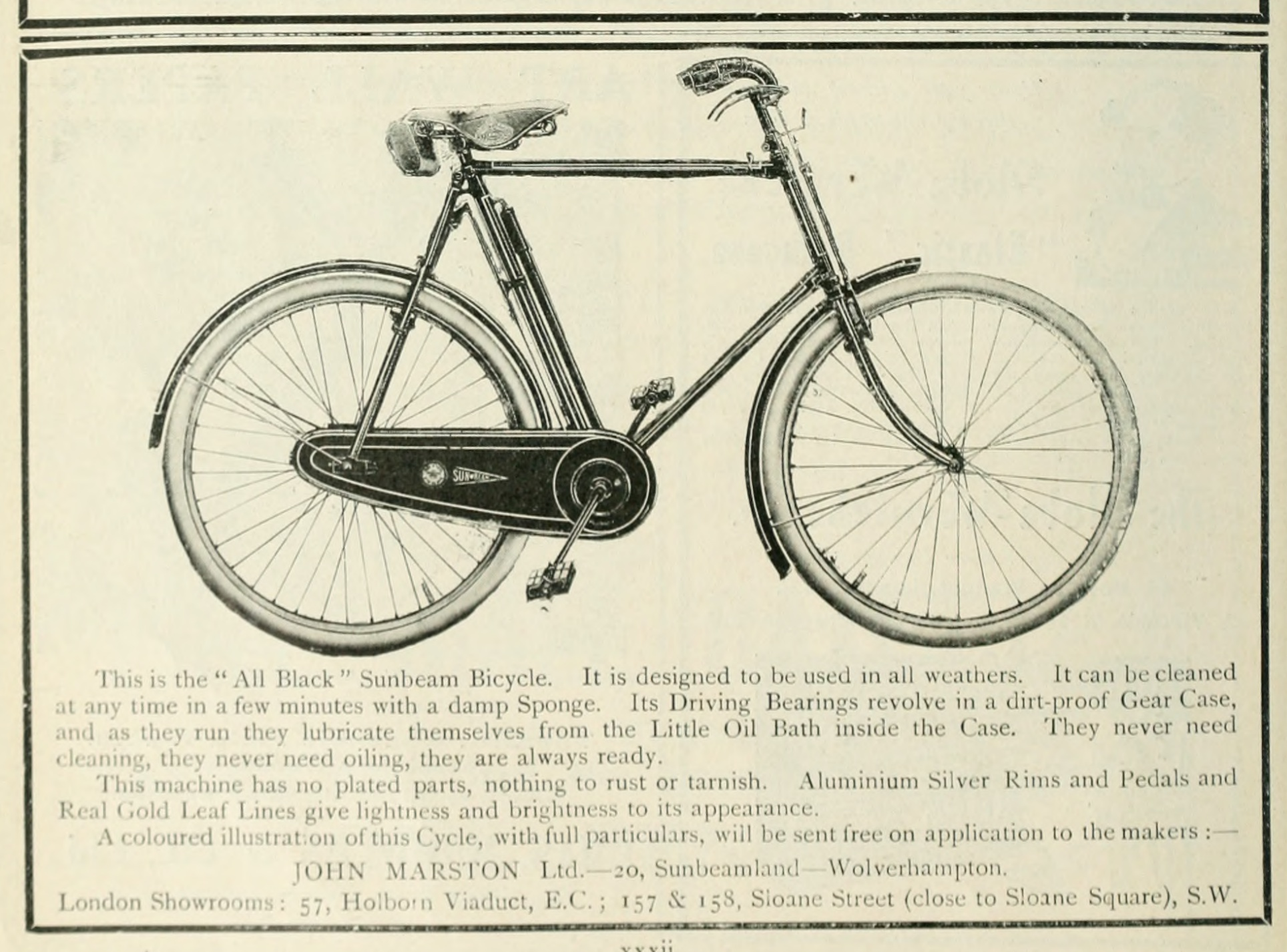
Bicicleta Sunbeam de 1912, con un original sistema para mantener engrasada la cadena mediante una carcasa que funciona como un pequeño cárter

Entre los diseños de cadena obsoletos antiguamente utilizados en las bicicletas figuran la cadena de bloques, la cadena alternada, y la cadena Simpson. Las primeras cadenas eran de diseño sencillo, sin pasadores. Estos modelos primitivos presentaban problemas de fiabilidad y un poco más de fricción (y pérdidas de eficacia mecánica) que las cadenas modernas. Con estas limitaciones en mente, los hermanos Nevoigt, de la compañía de bicicletas alemana Diamant, diseñaron en 1898 una cadena de rodillos, que utilizaba pasadores, que se ha convertido con el paso del tiempo en el tipo de cadena prevalente hoy en día. Tanto las que se utilizan en mecanismos sin cambio de marchas (como las bicicletas de pista y las modernas bicicletas urbanas de piñón fijo conocidas en inglés como "fixies"), como las que se usan en bicicletas con cambios de velocidades múltiples con desviador, se corresponden con el tipo de cadenas modernas de rodillos y pasadores. A pesar de que todavía es posible comprar a un coste más bajo cadenas con pasadores no desmontables procedentes de China, sus peores características mecánicas no las hacen recomendables.
Ejemplos tempranos de bicicletas propulsadas por cadenas incluyen la Guilmet y Meyer (1869); la Lawson (1879); la McCammon y la Starley Rover (1884); y la Diamant (1895).
Antes de la aparición de las bicicletas de seguridad, los biciclos no utilizaban cadenas, y los pedales normalmente estaban fijados al eje de la rueda delantera. Este diseño ligaba la velocidad máxima del biciclo al diámetro de la rueda, propiciando la aparición de modelos con ruedas frontales tan grandes como fuera posible. Se inventaron varios mecanismos de conexión para lograr una relación de marcha eficaz, pero con éxito limitado.
El uso de la tracción por cadena permitió optimizar la velocidad máxima de la bicicleta, facilitando el ajuste de la relación de transmisión entre dos ruedas dentadas: una ligada a los pedales y la otra a la rueda trasera. Esto hizo posible que los fabricantes redujeran la medida de la rueda de tracción, mejorando la seguridad de su conducción. También propició el desarrollo de sistemas de engranajes variables, con los que los ciclistas podían ajustar sobre la marcha la relación de cambio a la pendiente del terreno o de la carretera y a su fuerza, obteniendo una cadencia de pedaleo eficaz a distintas velocidades.

## Eficiencia

Cadena de rodillos y rueda dentada

Una cadena de bicicleta puede ser muy eficaz energéticamente, con un rendimiento hasta del 98.6%. Estudios realizados en laboratorio, han comprobado que la eficacia no es sensiblemente afectada por el estado de la lubricación. Una corona más grande produce una transmisión más eficaz porque mueve el punto de presión más lejos del eje, produciendo menos tensión, reduciendo la fricción en la rueda interior. Sin embargo, se comprobó que una tensión de la cadena más alta hace el mecanismo más eficaz: "Este hecho es a priori sorprendente, especialmente si se piensa solo en la fricción".

## Mantenimiento

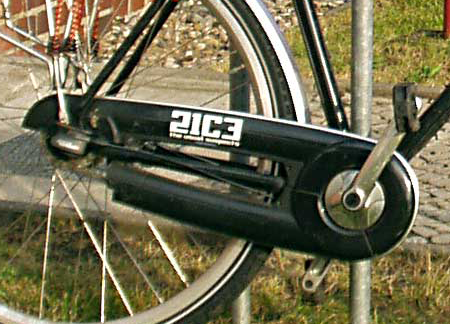
La cadena de una bicicleta urbana protegida por un cubrecadenas

Cuál es el mejor lubricante de una cadena de bicicleta es una cuestión generalmente debatida entre ciclistas. Los lubricantes líquidos penetran en el interior de los eslabones, donde se mantienen mucho tiempo, pero atraen la suciedad fácilmente. Los lubricantes secos, a menudo contienen ceras o teflón, son dispersados por un solvente que se evapora rápidamente, y permanecen limpios por más tiempo. La regla básica para alargar la vida útil de una cadena es nunca lubricar una cadena sucia, porque se pueden arrastrar partículas abrasivas al interior de los rodillos. Las cadenas deben ser limpiadas antes de ser lubricadas, y hay que secarlas después de que el lubricante haya tenido tiempo suficiente para penetrar en los enlaces. Una solución alternativa (algo más cara) es cambiar la cadena frecuentemente; entonces el cuidado apropiado es menos importante. Algunas bicicletas domésticas poseen cubrecadenas, que virtualmente eliminan el desgaste de la cadena y minimizan su mantenimiento. En las bicicletas reclinadas, la cadena a menudo pasa a través de tubos para impedir que recoja suciedad, y para mantener las piernas del ciclista libres de aceite y suciedad.

### Sustitución
En muchas bicicletas, el bucle de la cadena discurre a la derecha de la barra que forma el lado inferior del triángulo del marco, el que une el eje de los pedales con el eje de la rueda trasera. Desmontar la rueda trasera permite liberar la cadena fácilmente. Sin embargo, si no se desea desmontar la rueda trasera, entonces la opción es abrir (o "romper") la cadena utilizando un tronchacadenas o un enlace maestro. Un enlace maestro, también denominado conector de enlace, permite abrir o cerrar la cadena con herramientas más sencillas, o incluso sin ninguna herramienta, para poder limpiarla o sustituirla.
Algunos diseños de cadenas más modernos, como los de los cambios Shimano y Campagnolo de 10 velocidades, requieren de un punzón especial para desmontarlas. Una alternativa a este proceso es instalar un enlace maestro, como un Enlace de Potencia SRAM o un Wippermann Connex.

## Desgaste

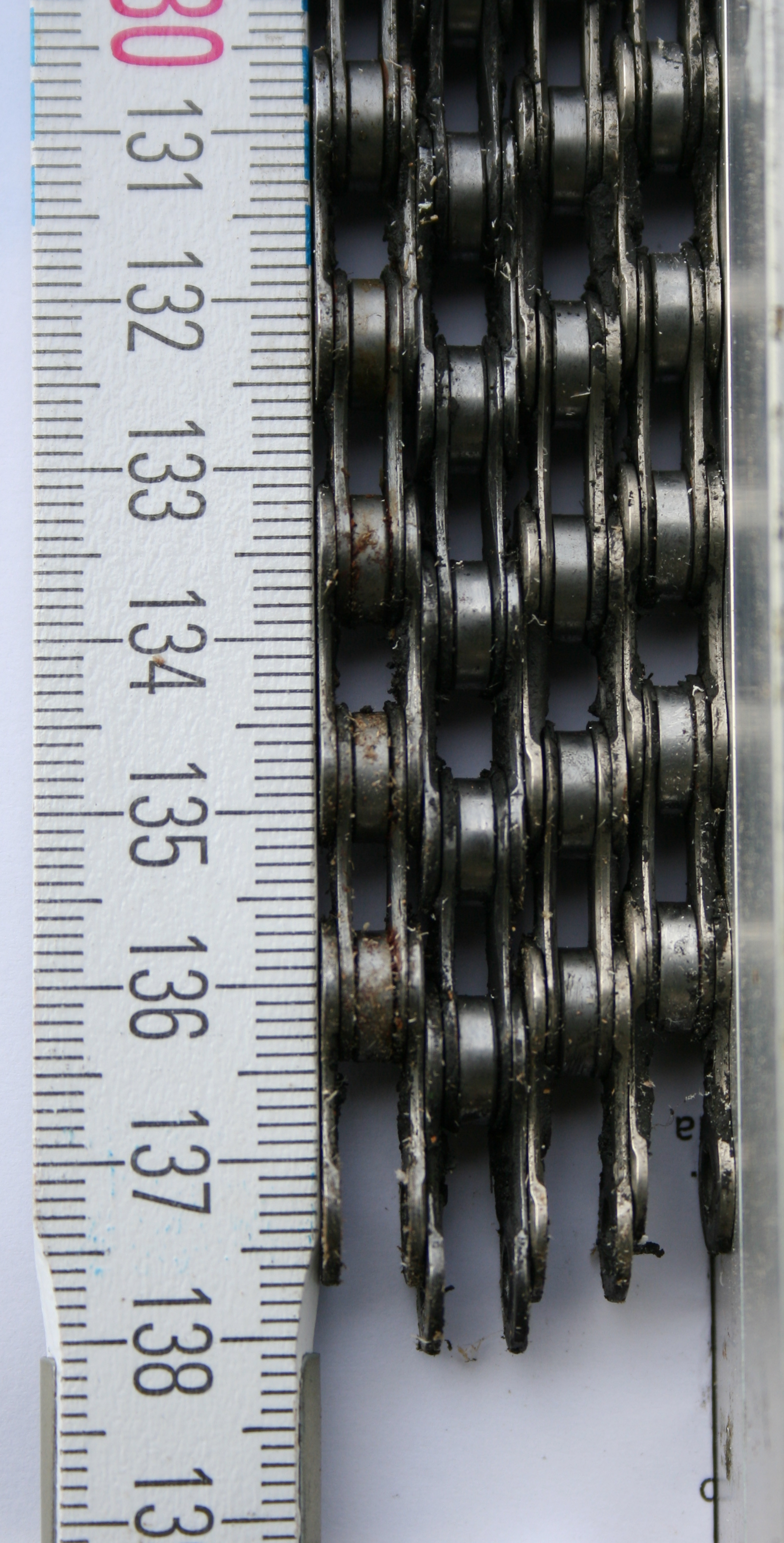
Cuatro longitudes de cadena de bicicleta con el mismo número de eslabones pero con grados diferentes de desgaste. Muestran la elongación de la cadena, una consecuencia del desgaste.

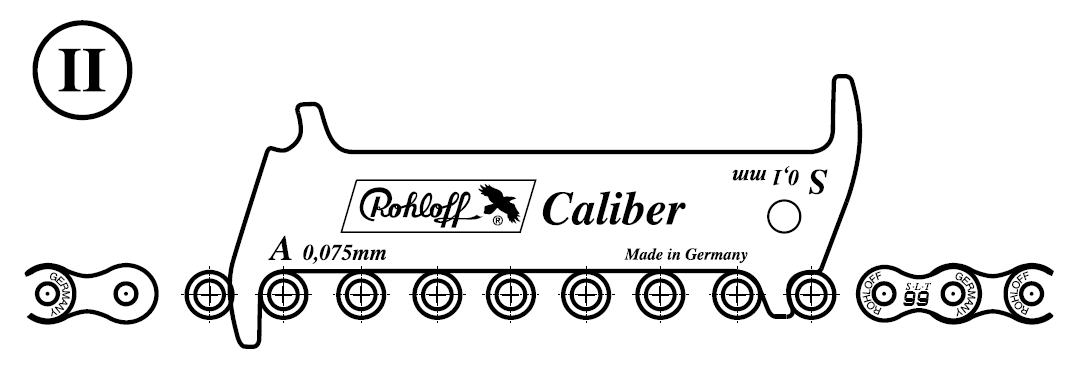
Una herramienta para medir el desgaste de una cadena. Sirve para conocer exactamente la longitud de un número dado de eslabones, lo que permite detectar cuándo una cadena está excesivamente gastada; los dos lados de la herramienta poseen medidas calibradas que indican grados diferentes de desgaste.

El desgaste de la cadena, manifestado en su alargamiento, es un asunto que afecta a todas las bicicletas. El desgaste se manifiesta más en la progresiva pérdida del material de eslabones, rodillos y pasadores (o semipasadores, en el caso del diseño del tipo Sedis, también, denominado "sin pasadores", donde el pasador es parte de la placa interior) que en el propio alargamiento de los eslabones. De hecho, la tensión creada por el pedaleo es insuficiente para causar este último efecto. 
Cuando el espaciado del enlace entre eslabones de una cadena gastada está por encima de la medida estándar de 1⁄2 pulgada (12,7 mm), entonces no se ajustan exactamente entre los dientes de las coronas, produciendo un mayor desgaste en los engranajes y el funcionamiento impreciso del cambio. Una cadena gastada hace que la tensión del pedaleo tienda a deslizarla a las partes superiores de los piñones, produciendo el salto incontrolado de algunos eslabones, lo que reduce la transferencia de fuerza y provoca que el pedaleo sea muy incómodo.
El desgaste de la cadena es fuertemente agravado por la suciedad depositada en sus articulaciones, por lo que su vida útil depende sobre todo de lo limpia que se mantenga y de su lubricación, y no de la carga mecánica. Por lo tanto, cadenas de bicicletas de carreras frecuentemente usadas, si son bien mantenidas, a menudo duran más que las cadenas de bicicletas urbanas poco usadas y sin apenas mantenimiento. Dependiendo de su uso y su limpieza, una cadena puede durar solo 1000 kilómetros (por ejemplo, en ciclocrós); entre 3000 y 5000 km para cadenas de dispositivos de cambio bien mantenidas; o más de 6000 kilómetros en el caso de cadenas de alta calidad en bicicletas sin cambio (preferentemente con carcasa cubrecadenas).
Las cadenas plateadas de níquel también confieren un cierto grado de auto lubricación a sus partes móviles, dado que el níquel es un metal que contribuye a reducir la abrasión y la fricción.
Los índices de desgaste de las cadenas son muy variables, por lo que planificar su sustitución a intervalos de tiempo fijos probablemente puede producir su cambio prematuro o provocar el uso de una cadena gastada, averiando los piñones traseros. Una manera de medir el desgaste es utilizar un calibre o una regla de mecánico. Otra forma consiste en usar una herramienta especial para medir el desgaste de la cadena, diseñada con dos "dientes" de la medida correspondiente, separados entre sí un número entero de eslabones. Colocando la cadena tensa entre los dos dientes, si no encaja correctamente, esto indica que tendría que ser reemplazada.
Veinte semi-enlaces en una cadena nueva deben medir 10 pulgadas (254 milímetros), y se recomienda su sustitución si miden 10 1⁄16 de pulgada (256 mm; es decir una elongación del 0.7%) o más. Otro criterio más seguro para reemplazar una cadena es hacerlo cuando 24 semi-enlaces midan al menos 12 1⁄16 de pulgada (306 mm) (0.5% de elongación). Si la cadena está gastada más allá de este límite, los piñones traseros probablemente también estén dañados, e incluso los delanteros en casos extremos. En este caso, aunque se cambie la cadena, no se podrá evitar que deslice debido al desgaste desigual de los piñones (que en casos extremos pueden adquirir forma de gancho). En estas circunstancias, descuidar el cambio de la cadena es mucho más caro que sencillamente cambiarla cuando empiece a estar gastada.

## Medidas

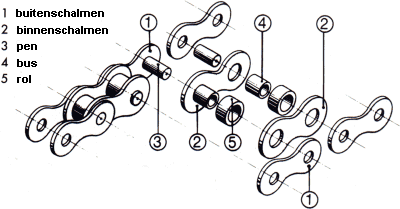
Vista del despiece de unos cuantos eslabones de una cadena de bicicleta

Las cadenas utilizadas en las bicicletas modernas tienen un paso de 1⁄2 pulgada (12,7 mm), que coincide con la distancia entre dos pasadores consecutivos. Esta medida se corresponde con el estándar ANSI #40, donde el 4 en "#40" indica el paso de la cadena en octavos de pulgada; y con el estándar ISO 606 (métrico) #8, donde el 8 indica el paso en dieciséisavos de pulgada. El diámetro de los rodillos es de 5⁄16 pulgada (7,9 mm).
En 1976, Shimano fabricó durante algún tiempo su propia medida decimal, denominada Shimano Dura-Ace 10 pitch. Tenía un paso de 10 mm (3⁄8 de pulgada aproximadamente), incompatible con el estándar ANSI #40 (1/2"). Sin embargo, la Asociación Keirin de Japón no apoyó este cambio, contribuyendo a su desaparición.

### Ancho
El ancho de las cadenas comercializados suele expresarse en fracciones de pulgada, y expresa la altura de los rodillos, es decir, la separación entre las placas interiores. Las medidas más habituales son: 3⁄32" (2,4 mm); 1⁄8" (3,2 mm); 5⁄32" (4,0 mm); o 3⁄16" (4,8 mm). Una medida muy habitual es la de 1⁄8" (3,2 mm), habitualmente utilizada en determinados tipos de bicicletas, como los modelos sin marchas, con freno de contrapedal, con cambios internos, con piñón fijo (como las bicicletas de pista), o las utilizadas para BMX. Las cadenas de ancho 3⁄32" (2,4 mm) son generalmente utilizadas en bicicletas con cambio con desviador, como las bicicletas de carreras, las de turismo, y las bicicletas de montaña. La medida de 3⁄32" (2,4 mm) también se puede instalar en bicicletas de un solo piñón para aprovechar su mayor ligereza. Finalmente, las cadenas de 5⁄32" (4,0 mm), de rodillos anchos, se utilizan en bicicletas de carga y triciclos.
En las bicicletas con desviador, el ancho externo de la cadena también tiene importancia, porque las cadenas no tienen que ser demasiado anchas (para evitar que interfieran con las coronas adyacentes de los piñones) ni demasiado estrechas (dificultando su inserción en los piñones). Las cadenas también pueden ser identificadas por el número de la corona trasera en la que se pueden insertar, de 3 a 11. La lista que figura a continuación permite determinar el uso de una cadena de origen desconocido a partir de su anchura.
- 6 velocidades – 7,8 milímetros (5⁄16") (todas las marcas)
- 7 velocidades – 7,3 milímetros (9⁄32") (todas las marcas)
- 8 velocidades – 7,1 milímetros (9⁄32") (todas las marcas)
- 9 velocidades – 6,6 hasta 6,8 mm (1⁄4 a 9⁄32") (todas las marcas)
- 10 velocidades – 6,2 milímetros (1⁄4") (Shimano, Campagnolo)
- 10 velocidades (Estrecha) – 5,88 milímetros (7⁄32") (Campagnolo, KMC)
- 10 velocidades (Estrecha, Dirección) – 5,88 milímetros (7⁄32") (Shimano CN-5700, CN-6700, CN-7900)
- 11 velocidades – 5,5 milímetros (7⁄32") (Campagnolo, KMC, Shimano CN-9000)

El Wikilibro, "Mantenimiento y Reparación de la Bicicleta", (en inglés) tiene más detalles sobre este tema.

### Longitud

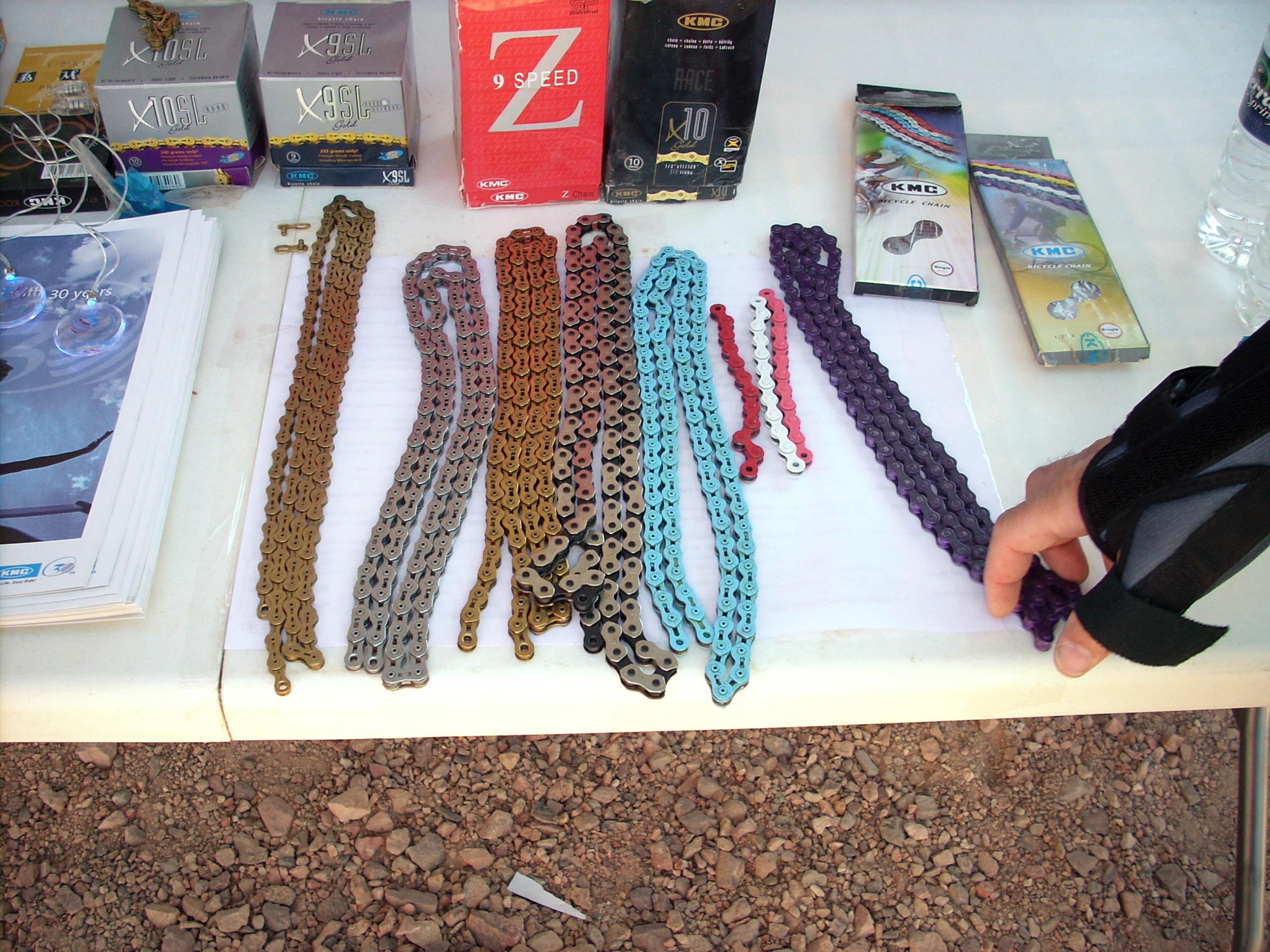
Cadenas de bicicleta de distintos tipos

Las cadenas nuevas normalmente se venden con una longitud suficiente para poderse adaptar a la mayoría de las bicicletas. Antes de encargar una nueva cadena, debe contarse el número de eslabones para que la bicicleta pueda seguir funcionando correctamente. Los pasadores que conectan los eslabones pueden ser extraídos con un tronchacadenas para acortar una cadena, o en su caso pueden añadirse eslabones adicionales para alargarla.
En el caso de los sistemas de cambio de marchas con desviador, la cadena normalmente pasa mucho tiempo en la combinación de plato grande y piñón grande. Las distintas combinaciones de platos y piñones hacen que la cadena tenga que trabajar más o menos ''cruzada'', lo que influye en su desgaste. En términos generales, es aceptado como poco recomendable el hecho de utilizar combinaciones de piñón/corona grande/grande y pequeño/pequeño, debido a la mayor tensión en la cadena y a incrementar su desgaste.
En el caso de bicicletas sin marchas o con cambios internos, la longitud de la cadena tiene que cubrir la distancia del bucle entre el piñón trasero y el plato delantero. Estas bicis normalmente tienen algún mecanismo para el ajuste fino de la geometría del mecanismo de la cadena, como gargantas horizontales para el eje de la rueda trasera, topes, o un mecanismo excéntrico en el eje trasero o en el eje de los pedales.En casos extremos, puede ser necesario añadir algún eslabón.

## Variaciones
Para reducir su peso, las cadenas se fabrican con pasadores huecos y con piezas recortadas en los enlaces. Las cadenas también se fabrican con acero inoxidable para resistir la corrosión y de titanio para reducir aún más su peso, pero son materiales generalmente caros. Una tendencia reciente son las cadenas de varios colores, y al menos un fabricante ofrece un modelo de cadena específicamente para bicicletas eléctricas.

## Fabricantes
Fabricantes de cadenas de bicicleta notables:
- Campagnolo
- Rohloff AG
- KMC Cadena
- Shimano
- SRAM
- Wippermann